# Henry Harwood
Sir Henry Harwood Harwood, född 19 januari 1888 i London, död 9 juni 1950 i Goring, var en brittisk sjömilitär.

## Biografi
Henry Harwood blev officer 1907, utbildades till torpedspecialist och erhöll mångsidig högre stabsutbildning. 1936 blev Harwood med rang av kommendör chef för en kryssardivision med station i Sydamerika. Strax efter utbrottet av andra världskriget 1939 vållade de tyska Admiral Graf Spee stort avbräck på sjöhandeln i Sydatlanten, och Harwoods viktigaste uppgift blev att uppsöka och oskadliggöra detta. Genom god strategisk beräkning samlade Harwood sin vitt spridda styrka av tre kryssare på rätt tid och plats norr om La Platamynningen och lyckades genom skicklig taktisk disposition av sina artilleristiskt underlägsna fartyg driva Admiral Graf Spee svårt skadad till nödhamn i Montevideo, utanför vilken hamn fartyget några dagar senare sänktes av sin egen besättning. Sjöstriden 13 december 1939 uppskattades starkt i Storbritannien och Harwood adlades samt befordrades till konteramiral på dagen för striden. Efter tjänstgöring som biträdande chef för marinstaben 1940–1942 avlöste Harwood 1942 amiral Andrew Cunningham i Medelhavet, där Harwood lyckades kraftigt motverka förstärkningarna till Erwin Rommel och senare definitivt undsätta Malta. Harwood, vars hälsa försvagats, blev 1943 viceamiral och chef för sjöstridskrafterna i östra Medelhavet men hemkallades samma år samt erhöll efter landtjänstgöring avsked på grund hav hälsoskäl 1945.

## Utmärkelser
- Officer av Brittiska imperieorden
- Knight Commander av Bathorden

[Redigera Wikidata]